# Lars Woldt
Lars Woldt (* 15. Dezember 1972 in Herford) ist ein deutscher Opernsänger (Bass) und Gesangspädagoge.

## Leben
Woldt studierte an der Hochschule für Musik Detmold Komposition bei Giselher Klebe sowie Gesang bei Martin Christian Vogel und Thomas Quasthoff. Weitere Studien führten ihn zu Kammersänger Walter Berry, Franz Crass und zu Edith Lienbacher.
Nach einem Erstengagement am Landestheater Detmold verpflichtete ihn Intendantin Brigitte Fassbaender im Jahre 2000 an das Tiroler Landestheater, dessen Ensemble er bis 2003 angehörte. Seit der Saison 2004/2005 ist er Ensemblemitglied an der Volksoper Wien. Mit seiner dortigen Interpretation des Kaspar im Freischütz beeindruckte er Publikum wie Kritik gleichermaßen. Gastspiele führten ihn u. a. an die Hamburgische Staatsoper, die Opernhäuser von Kopenhagen, Graz und Göteborg, das Staatstheater Braunschweig und das Linzer Landestheater.
Sein Repertoire beinhaltet Partien des Spielbassfaches wie Figaro, Baron Ochs, van Bett, Kezal, Falstaff, Plumkett, Don Magnifico und Zsupán – aber auch seriöse Basspartien von Mozart, Beethoven und Richard Wagner, Tschaikowsky und Puccini (wie Sarastro, Rocco, Fasolt, König Marke, Gremin, Timur) und auch die Partie des Salieri in Rimski-Korsakows Mozart und Salieri.
Einen Schwerpunkt seiner Tätigkeit bildet die Musik des 20. Jahrhunderts mit Partien wie Bottom in A Midsummer Night’s Dream (Benjamin Britten), Direktor Hummel in Die Gespenstersonate (Aribert Reimann) oder Ratefreund in Die Vögel (Walter Braunfels). Mehrere Komponisten widmeten ihm Werke; so u. a. auch Giselher Klebe, dessen Michelangelo-Gesänge Woldt im Jahre 2001 zur Uraufführung brachte.
Im Konzertbereich umfasst sein Repertoire Claudio Monteverdis Marienvesper, J. S. Bachs Matthäus-Passion sowie die Johannes-Passion, das Weihnachtsoratorium und die h-Moll-Messe, Händels Messias, Joseph Haydns Die Schöpfung und Die Jahreszeiten, Mozarts Requiem, Beethovens 9. Sinfonie und seine Missa solemnis, Mendelssohns Paulus und Elias, Verdis Requiem, Brahms Ein deutsches Requiem, Dvořáks Stabat Mater, Puccinis Messa di gloria und Schostakowitschs Michelangelo-Suite.
Verpflichtungen führten ihn hier u. a. zum Kölner Rundfunk-Sinfonieorchester, zur Radiophilharmonie Hannover, zum Radiosinfonieorchester Stuttgart, zu den Bamberger Symphonikern, den Stuttgarter Philharmonikern, zum Kölner Gürzenich-Orchester, zum Münchner Rundfunkorchester, zur Deutschen Kammerphilharmonie, zum Schleswig-Holstein-Musikfestival, in die Berliner Philharmonie, die Kölner Philharmonie, den Wiener Musikverein, das Wiener Konzerthaus, in das Leipziger Gewandhaus und das Auditorio Nacional de Música in Madrid.
Lars Woldt hat bei mehreren Rundfunk- und CD-Aufnahmen mitgewirkt, so u. a. bei der Einspielung von Richard Strauss’ Elektra unter der Leitung von Semjon Bytschkow sowie von Mendelssohns Die erste Walpurgisnacht unter Helmuth Rilling.
Im November 2007 debütierte er als Mesner in Tosca an der Wiener Staatsoper. Seit der Spielzeit 2010/2011 ist er Mitglied des Ensembles der Staatsoper, wo er u. a. als Baron Ochs in Der Rosenkavalier, Waldner in Arabella, Rocco in Fidelio und Biterolf in Tannhäuser erfolgreich auftrat.
Im Jahr 2014 sang er, hoch gelobt, beim Glyndebourne-Festival den Baron Ochs im Rosenkavalier.
In den Jahren 2014 und 2015 führen ihn Verpflichtungen an die Opera de Paris, die Staatsoper Wien, in das Zürcher Opernhaus, in den Musikverein Graz, an die Oper Düsseldorf und in das Theater an der Wien/Wien.
Seit Oktober 2011 war Lars Woldt Professor für Gesang an der Hochschule für Musik Detmold, seit dem WS 2016/17 unterrichtet er an der Hochschule für Musik und Theater München.
Lars Woldt ist verheiratet und hat eine Tochter.

## Auszeichnungen
Im Jahre 1997 erhielt er ein Stipendium des Richard-Wagner-Verbandes, 2004 wurde ihm die Eberhard-Waechter-Medaille als Förderungspreis der Wiener Staatsoper verliehen. Für die beste männliche Hauptrolle in Der Wildschütz an der Volksoper Wien als Baculus erhielt er den Österreichischen Musiktheaterpreis 2014.